# Готическая мода

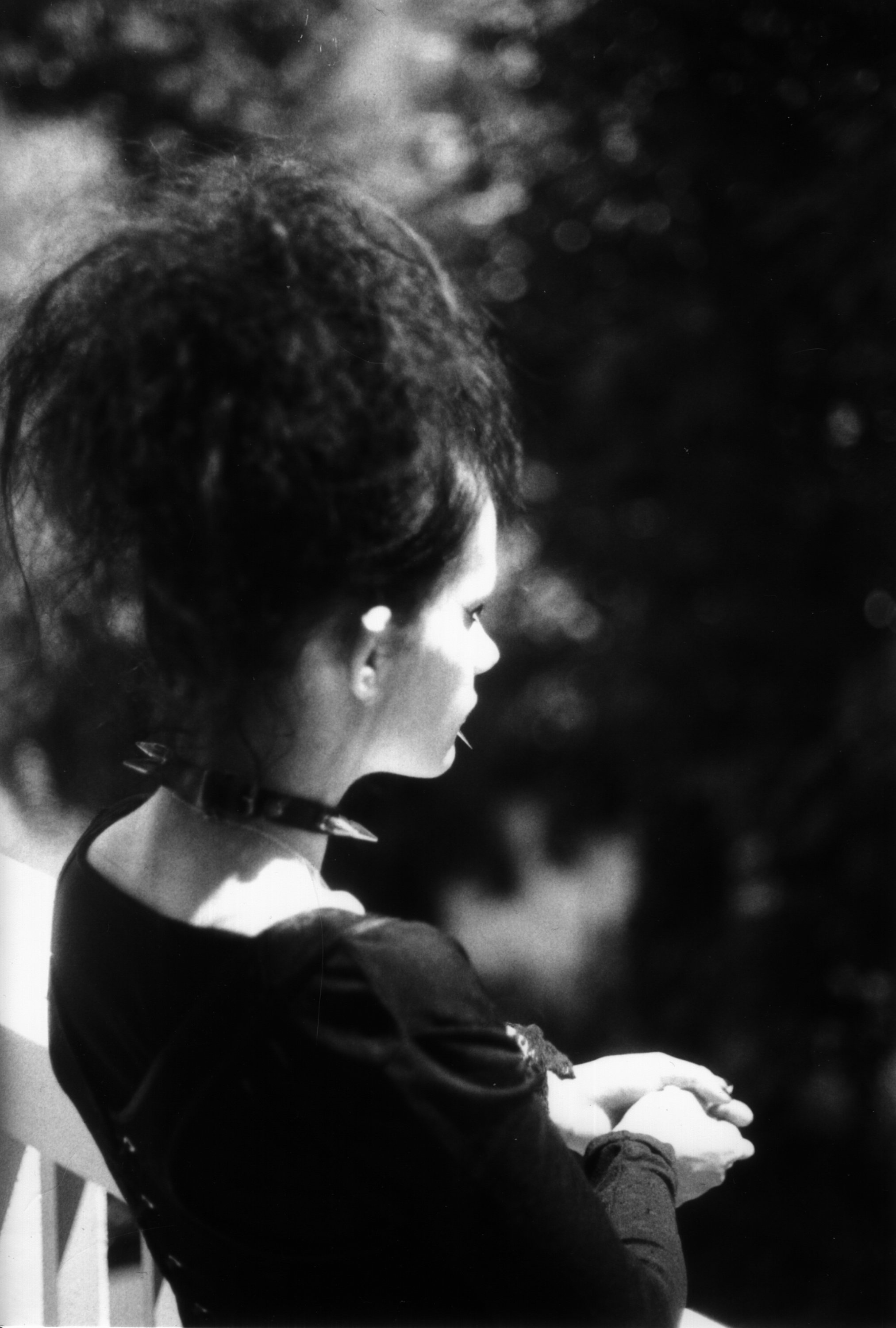
Одна из готических причёсок

Готическая мода — стиль в одежде, связанный с субкультурой готов. Готы имеют свой узнаваемый имидж, и хотя внутри готической моды существуют многочисленные направления, их объединяют общие черты.

## Характеристики
Готическая субкультура стереотипно считается жуткой, таинственной и сложной, а мода используется как средство выражения этих характеристик. Гот-моду можно узнать по одежде черного цвета. Тед Полхемус описал гот-моду как «обилие черного бархата, кружев, сеток и кожи с алым или фиолетовым оттенком, дополненное туго зашнурованными корсетами, перчатками, неустойчивыми шпильками и серебряными украшениями, изображающими религиозные или оккультные темы».

## Одежда

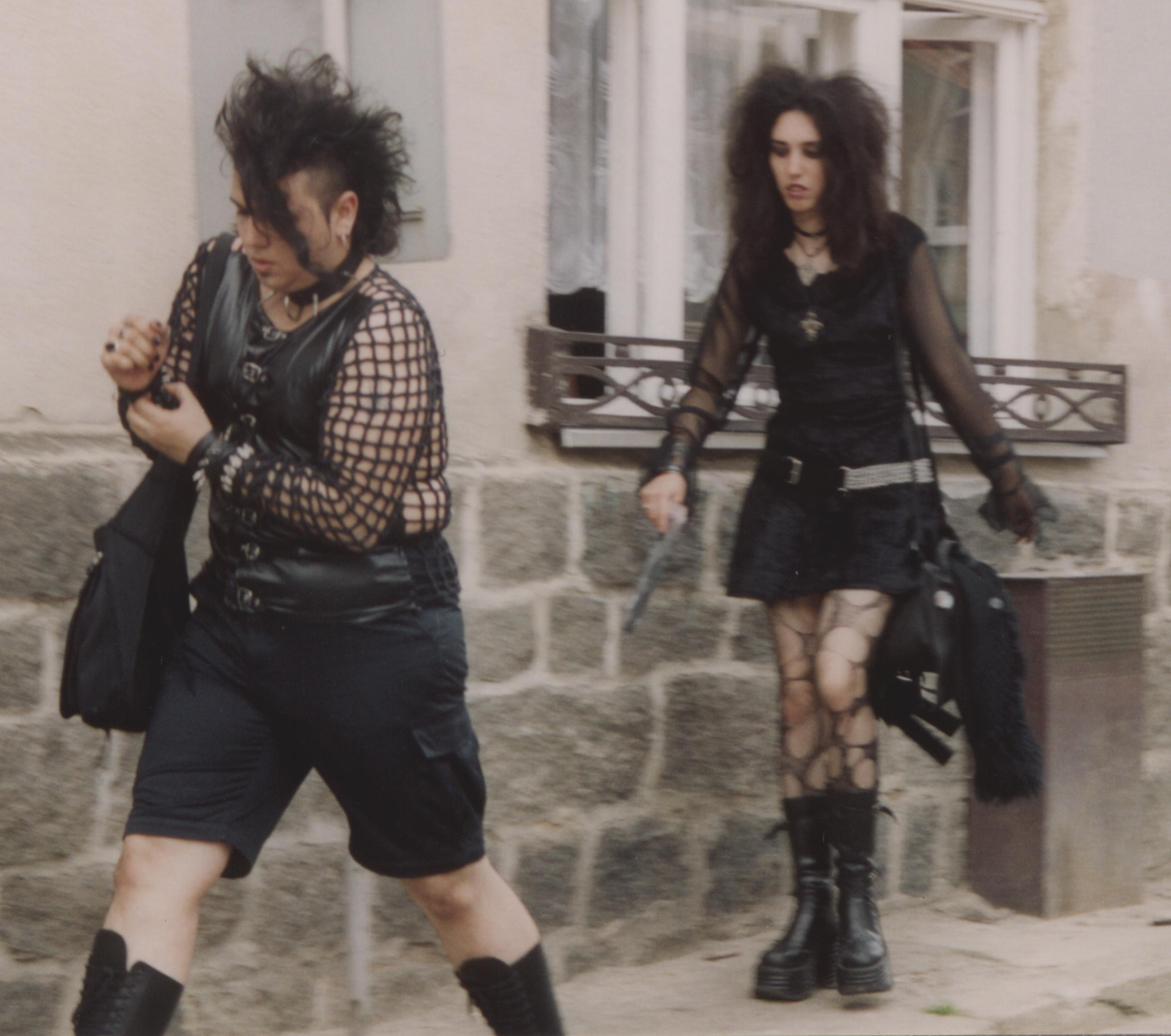
Пост-панковые готы в стиле 80-х

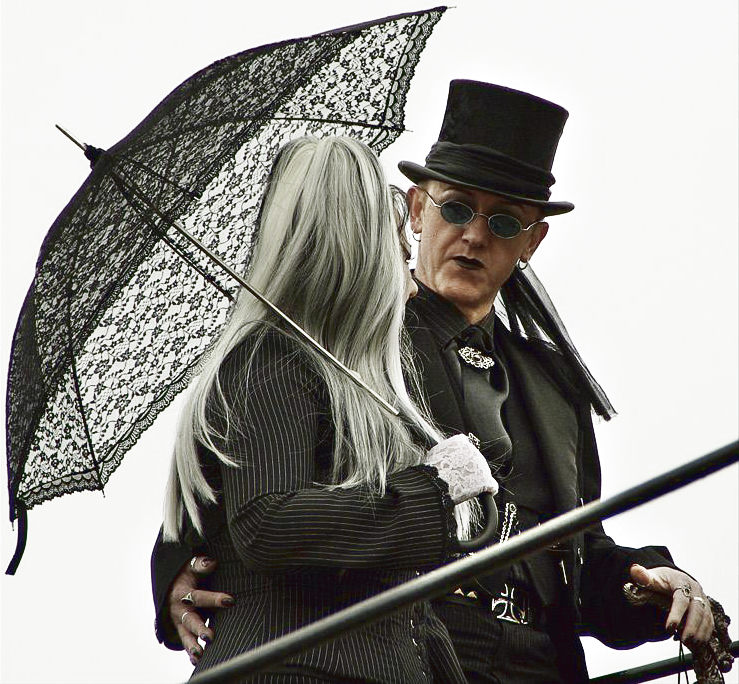
Готы, подражающие викторианской моде

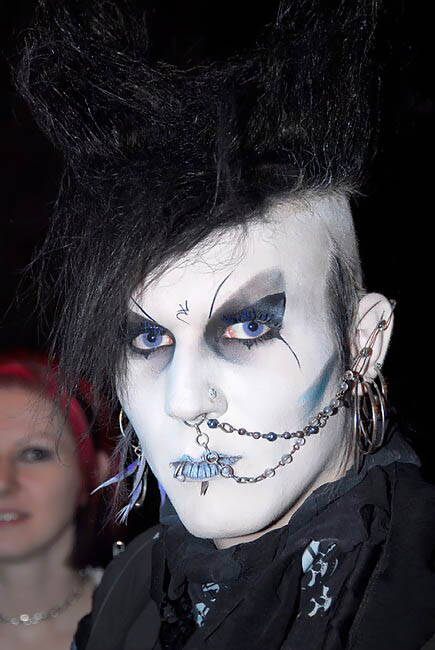
Готический макияж и пирсинг

Как бы ни развивалась готика, остаются два неизменных основных элемента: преобладающий чёрный цвет одежды (иногда с элементами других цветов (розовый, серый, тёмно-синий)), а также исключительно серебряные украшения — золото принципиально не используется, поскольку расценивается как символ обычных, избитых ценностей, а также цвет Солнца (серебро — цвет Луны).
В плане имиджа ранние готы отличались от панков лишь преобладающим чёрным цветом одежды и волос (с вставками белого, красного, синего или пурпурного) и серебряными украшениями. Они носили рваную одежду и даже ирокезы, хотя у готов ирокез был обычно чёрным и намного шире, чем у панков (выбрит только по сторонам, на висках). Многие их называли Dark Punks (с англ. — «тёмные панки») за внешнюю схожесть и в то же время мрачное отличие. Также готы часто использовали в одежде сетку (как правило, рукава у мужчин) и имели оригинальный стиль макияжа: очень белое лицо с большим количеством чёрной подводки для глаз (и мужчины, и женщины).
Первоначально у мужчин были короткие и начёсанные волосы, но ближе к концу 80-х длинные чёрные волосы стали предпочтительнее, и теперь сбритые по сторонам и торчащие кверху волосы у готов можно встретить значительно реже, чем длинные ниспадающие. Мэйк-ап остался частью имиджа, а одежда стала более разнообразной: теперь некоторые носят одежду с влиянием XVIII — начала XIX века, другие предпочитают винил, кожу и сетку. Некоторые носят и то и другое, хотя редко одновременно. Чёрный и белый остаются доминирующими цветами, хотя иногда ещё появляются красный, синий, пурпурный или, изредка, зелёный (чаще у кибер-готов). Наиболее используемыми материалами остаются шёлк, мятый бархат, кожа, винил и сетка.
Хотя вся готическая одежда характеризуется преобладанием мрачных цветов, в своих проявлениях она весьма разнообразна: начиная от обыкновенной кожаной юбки для девушки и заканчивая шутовским нарядом арлекина для юноши. Общий контекст объединяет множество стилей и фасонов одежды, хотя кожа остаётся наиболее распространённым и универсальным материалом. Общая стилистика одежды, как правило, броская, но вместе с тем строгая, часто — с определённой эротизацией (в образе готов могут появляться также элементы фетиш-одежды). Нередко в готическом образе фигурируют те или иные романтические элементы прошлых столетий — такие, как кружева, жабо, бархат, корсеты и т. п. К примеру, готессы (девушки-готы) часто носят корсеты и длинные платья. По работам фотографа Вионы Йелегемс хорошо видны различные направления в этом стиле.
Причёска также играет весьма важную роль в имидже готов обоих полов. Это могут быть просто прямые длинные волосы, или же их поднимают гелем или собирают в большие пучки. Изредка встречаются ирокезы. Часто волосы красят в чёрный, красный, фиолетовый и белый цвета, возможно также окрашивание с прядами одного цвета на фоне другого (к примеру, красные пряди на фоне чёрных волос). Грим остаётся одним из главных признаков принадлежности к субкультуре: плотный слой белой пудры на лице, чёрная подводка глаз и губ.
У готесс большое распространение получил яркий и импозантный стиль «вамп» — плотная чёрная косметика, подводки, спектр цветов губной помады и ногтей от ярко-красного (кровавого) до чёрного. У готов, работающих в среде, где нельзя себе позволить экстремальный или индивидуальный подход к имиджу, выработался стиль «корпоративный гот» (англ. Corporate Slave Goth): чёрная деловая одежда, неброские украшения, сдержанный макияж.
Можно добавить только то, что в России не все готы одеваются так же, как и представители этой субкультуры в Западной Европе. Порой бывает очень сложно, а иногда невозможно достать подходящую одежду; часто готы, работающие или учащиеся, заменяют чёрные плащи простой одеждой. В большинстве случаев одеяние «тру гота» уместно лишь на концертах и на сходках.

### Направления в готической моде и движении
Готическая мода разделяется на несколько стилей:

#### Антикварные готы (викторианские готы)
Также могут называться — Antiquity Goth, Renaissance Goth, Romantic Goth, Victorian Goth. Это направление в готической моде навеяно периодом неоготики в Европе 18—19 веков (английская неоготика). Культивируются идеалы внешности того времени и характерные для того времени части одежды такие как костюм «тройка», разнообразные элементы аристократической моды и т. д. В музыкальном плане популярны неоклассика, этериал-вейв и готический метал с характерными клавишными аранжировками напоминающими орган и клавесин. В современное время это направление воспринимается в мире как наиболее стереотипное представление о готической субкультуре.

#### «Вампиры» (вамп-готы)
Образ культивируемый готическими романами, аниме и фильмами ужасов о вампирах, таких как «Вампиры» и «Интервью с вампиром». Стилистически мало чем отличаются от антикварного направления, только с большим уклоном в вампирскую тематику. Часто служат объектом пародий внутри самой субкультуры и изображаются в популярной культуре как люди, считающие себя вампирами и пьющие вино или томатный сок как кровь. Тем не менее, не следует путать приверженцев этого направления с представителями отдельной субкультуры, имеющей с готикой крайне поверхностную связь.

#### Стимпанк-готы
Своего рода, компромисс между викторианским и кибер-готом. Представители этого направления увлечены творчеством Жюля Верна и других литераторов, писавших в жанре стимпанк. Из музыки преобладает индастриал и EBM вроде Abney Park. Фактически очень похожи на викторианских готов, но с большим уклоном в стимпанк-тематику: большое количество аксессуаров из кожи, латуни и имитацией под дерево, выполненных в форме шестерней, деталей машин и труб. Обычно за основу берется мода Викторианской Англии, но независимо от типажа главным элементом стиля остаются гогглы (сварочные очки) в стиле стимпанк.

#### Джипси-готы
Готы, использующие мистический образ цыган в фольклоре и искусстве Западной Европы и Балкан (как людей, умеющих проклинать и предвидеть судьбу, водящих дружбу с вампирами и оборотнями или являющихся вампирами и оборотнями и т. п.). Одеваются с применением цыганских и псевдоцыганских элементов в костюме.

#### Кибер-готы
Проявляется так же, как и у готов, страсть к темному, но в сочетании с яркими, кислотными цветами. Также любят: фетиш, пирсинг, искусственные дреды, готические аксессуары (кресты, анх, экстремальный макияж и т. д.). В музыкальном плане у киберов пользуется популярностью дарк-электро, EBM, дарквейв, иногда синтипоп, futurepop. Некоторые кибер-готы отрицают причастность своей субкультуры к готической сцене, считая себя отдельным течением.

#### J-Goth
Японское направление выделяется своеобразной эстетикой готической культуры. Характерными элементами является сильное использование андрогинных элементов в образе и одежде и увлечение японскими музыкальными направлениями рок-музыки, готического метала (Япония имеет самую развитую готик-метал сцену на планете) и дарквейва. Женщины носят кружевное платье в стиле «Алисы в стране чудес», тяжелые туфли в стиле Мэри Джейн и легкий прогулочный зонтик; Мужчины — цилиндр, трость и длинное чёрное пальто. На Западе также называется андрогинными готами/лолитами.

#### Корпоративные готы
Корпоративные готы (бизнес-готы) — служащие компаний, корпораций или государственных структур, где существует определённый дресс-код. Ввиду таких ограничений, эти готы используют минимум макияжа, аксессуары, свойственные деловым костюмам, но в готическом стиле (например, запонки готической тематики, заколки), соответственные модели самих костюмов.
Выделение этого корпоративных готов в отдельный вид сомнительно, поскольку любой гот иного направления, желающий «соответствовать» своему стилю на работе может применять вышеперечисленные приемы.

## Музыка
Во время зарождения готической субкультуры в Лондоне 1980-х годов многие музыкальные жанры играли большую роль в формировании модных тенденций — мода определяла музыку, которую слушал человек. Благодаря своему происхождению, основными музыкальными вдохновителями во время раннего становления готической субкультуры были такие же английские группы. Среди групп, повлиявших на готическую моду в течение многих лет, можно назвать Bauhaus, The Cure, Sisters of Mercy и Siouxsie and the Banshees. The Batcave был ночным клубом в Лондоне в 1982—1986 годах, в котором звучала живая музыка и отдавалась дань уважения всему готическому. Интерьер, описанный Келли Ранкин, включал в себя потолки, покрытые паутиной, и настоящий гроб у входа. Она говорит, что «Бэткейв стал культовым, потому что способствовал развитию этого движения»

## Атрибутика готов

Анкх, основной символ субкультуры.

Готическая эстетика крайне эклектична по набору часто используемых символов, здесь можно встретить египетскую, христианскую, кельтскую, оккультную и прочую символику. Каких-либо универсальных, используемых всеми готами знаков или символов не существует — определяющими являются эстетические предпочтения конкретного гота. Украшения в подавляющем большинстве случаев серебряные, реже — из других, более дешёвых белых металлов (мельхиор, цинк). Жёлтый металл традиционно не используется. Форма и вид украшений весьма разнообразны, наиболее распространены кулоны, броши, кольца и перстни.
Основным символом готической субкультуры традиционно является крест анкх, египетский символ вечной жизни. Анкх вошёл в субкультуру после выхода на экраны фильма «Голод» с Дэвидом Боуи и Катрин Денёв в главных ролях. Также часто используются и другие египетские символы, такие как «Глаз Ра». Эти элементы носятся и как традиционные украшения, и как нашивки на одежду или в макияже.
Христианская символика используется реже, и по большей части — в виде обычных распятий, только в более «стильном», «готическом» исполнении. В частности, популярен крест св. Якова (крест-нож). Широко используются кельтские кресты и различные кельтские орнаменты (трикветр и т. п.). Достаточно обширно представлена оккультная символика — используются пентаграммы (как обычные, так и перевёрнутые), перевёрнутые кресты, восьмиконечные звёзды (оккультные символы хаоса) и т. п.
Также используется множество различных символов смерти — украшения с гробиками, черепами, и тому подобные. К чисто готическим символам можно отнести летучих мышей, — множество различных их изображений (связь с вампирами и «готическим мировоззрением» очевидна) помещены на сотнях связанных с готами страниц в Интернете или же служат украшением самим готам.

## Влияние социальных сетей
Социальные медиа повысили уровень осведомленности о тенденциях готической моды, но это также изменило динамику и ожидания внутри самого сообщества. Бьянка Вуден описывает появление новой волны готической моды и говорит, что «готы стали менее органичным движением и более рассчитанным брендом».

### Перформативная готическая мода
Гот-ютубер Анжела Бенедикт описывает в своих видео некоторые негативные последствия, которые социальные сети оказали на готическую моду. Среди них — появление «элитарных готов», которые стыдят других за то, что они недостаточно «готы». Это привело к тому, что многие готы в Интернете изображают свои мрачные наряды и драматический макияж только для того, чтобы сделать фотографии или снять видео.